# Johanna (Saarbrücken)
Johanna von Saarbrücken-Commercy (* um 1330; † vor dem 22. Oktober 1381) war 1371–1381 Regentin der gefürsteten Grafschaft Nassau-Weilburg und 1381 suo iure Gräfin der Grafschaft Saarbrücken.

## Leben
Johanna war das einzige Kind des Grafen Johann II. von Saarbrücken und seiner Gemahlin Gisela von Bar. Als solches war sie Erbtochter der Grafschaft Saarbrücken und des Saarbrücker Anteils an der Herrschaft Commercy. Johanna heiratete um 1353 den Grafen Johann I. von Nassau-Weilburg und erzielte mit ihm sieben Kinder. Nachdem ihr Ehemann 1371 gestorben war, übernahm sie gemeinsam mit ihrem Vater die Regentschaft über die gefürstete Grafschaft Nassau-Weilburg für ihren noch minderjährigen Sohn und Erben Philipp.
1380 setzte ihr Vater sie in seinem Testament als Erbin der Grafschaft Saarbrücken und des Saarbrücker Anteils an der Herrschaft Commercy sowie als Testamentsvollstreckerin ein. Nach dem Tod ihres Vaters 1381 herrschte Johanna für einige Monate auch als Gräfin von Saarbrücken aus eigenem Recht. Mit ihrem Tod erlosch die Linie Saarbrücken-Commercy. Ihr Ehebündnis mit dem Hause Nassau begründete die Linie Nassau-Saarbrücken.

## Familie
Johanna heiratete um 1353 den Grafen Johann I. von Nassau-Weilburg († 1371), einen Enkel des römisch-deutschen Königs Adolf von Nassau (1292–1298). Der Ehe entstammten folgende Kinder:
- Johanna (* 1355, † 1383) ⚭ 1368 Landgraf Hermann II. von Hessen
- Johannes und Johannette, Zwillinge († 1365)
- Agnes († vor 1400) ⚭ Simon III. Wecker von Zweibrücken-Bitsch
- Philipp (* 1368, † 1429)
- Johannette ⚭ 1. 1384 Heinrich von Homburg, ⚭ 2. 1414 Otto von Braunschweig-Lüneburg
- Margaretha ⚭ 1393 Graf Friedrich III. von Veldenz